# 永安公主 (高昌)
永安公主（?—?），唐朝初年高昌国公主，高昌献文王麴伯雅之女。
吐鲁番出土文书里大量提到永安公主寺，日本学者小田义久怀疑永安公主是隋朝的华容公主，中国学者赵晓星、寇甲认为永安公主是麴氏高昌的公主，永安是高昌的县名，高昌以县名作为公主封号。吐鲁番文书提到永安公主的最早始于义和二年（615年），最晚至延寿十六年（639年）。